# Pumans dotter
Pumans dotter (originaltitel Pumaens datter) är en dansk-svensk film från 1994 i regi av Ulf Hultberg och Åsa Faringer. I rollerna ses bland andra Ángeles Cruz, Elpidia Carrillo och Dolores Heredia.

## Om filmen
Filmen spelades in i Mexiko efter ett manus av Hultberg, Faringer och Bob Foss. Förlaga var romanen Pumans dotter av Monica Zak (1988) och filmen producerades av Peter Ringgaard och fotades av Dirk Brüel. Musiken komponerades av Jacob Groth och klipptes av Leif Axel Kjeldsen. Filmen premiärvisades den 19 september i Danmark och hade Sverigepremiär 30 september samma år på Hagabion i Göteborg och Lilla Kvarn och Sibirien i Stockholm. I oktober 1995 utgavs den på videokassett. Vid den svenska och danska premiären fick filmen draghjälp av att fredspristagaren Rigoberta Menchú kom till Skandinavien för att sprida information om det politiska läget i Guatemala.
1994 mottog filmen Nordiska filminstitutens pris för bästa barn- och ungdomsfilm vid en filmfestival i Lübeck. 1995 mottog den en rad ytterligare priser: Den tilldelades en Guldbagge för "bästa regi" och var också nominerad till samma pris för "bästa film" och "bästa skådespelerska". Vid Göteborgs filmfestival belönades den med Nordiska publikpriset och vid en filmfestival i belgiska Gent fick den Europeiska kulturalliansens pris och publikens pris. Vid en festival i Puerto de la Cruz på Kanarieöarna mottog filmen publikens pris samt delade festivalen förstapris med en annan film. Vid en festival i franska Annonay fick den Ardêches pris samt publikens pris.

## Rollista
- Ángeles Cruz – Aschlop Pérez Pérez
- Elpidia Carrillo – María
- Dolores Heredia – Catarina
- Gerardo Taracena – Mateo Pérez Pérez, Aschlops bror
- David Villalpando – gerillaledaren
- Alfonso López – Kuschin
- Nora Aguirre – Juana
- Damián Zavala – Pascual
- José Pedrero – Juan Perez Perez, Aschlops farfar
- Alicia Del Lago – Nana Perez Perez, Aschlops farmor
- Alfredo Yael Osnaya – Pablo
- Victor Cireira	– Carlos
- Soledad Ruiz – Rosita
- Letcia Mendoza	– Margarita
- Maria Elena Olivares – barnmorskan
- René Pereyra – officeren
- Roberto J. Hernández – soldat på kyrkogården
- Joaquín Garrido – soldat på kyrkogården
- Javier Escobar	– prästen
- Gaspar Lucas Mateo – Catharinas far
- Margarita Caballero – Anita
- Tana Aguirre – den lilla flickan
- Pablo Lucas – Mateo, pojke på kyrkogården
- Pablo Mateo – Lucas, pojke på kyrkogården
- Rene Villar – soldat i bil